# Великая Вулыга
Вели́кая Вулы́га (укр. Велика Вулига) — село на Украине, находится в Тывровском районе Винницкой области.
Код КОАТУУ — 0524581301. Население по переписи 2001 года составляет 1145 человек. Почтовый индекс — 23355. Телефонный код — 4355.
Занимает площадь 4,7 км².

## Адрес местного совета
23355, Винницкая область, Тывровский р-н, с. Великая Вулыга, ул. Терешковой, 74